# اچ‌ام‌اس کورنوال (۱۶۹۲)

تصویری از کشتی اچ ام اس کورنوال

اچ‌ام‌اس کورنوال (۱۶۹۲) (به انگلیسی: HMS Cornwall (1692)) یک کشتی بود که طول آن ۱۵۶ فوت ۴ اینچ (۴۷٫۷ متر) بود.